# Villa Lidköping BK
Villa Lidköpings BK è un club sportivo di bandy con sede a Lidköping, in Svezia. Il club è stato fondato nel 1934. Le partite casalinghe vengono giocate allo Sparbanken Lidköping Arena.

## Palmarès
- Campionati svedesi: 3

2019, 2021, 2024